# 天地坝镇
天地坝镇，是中华人民共和国四川省凉山彝族自治州金阳县下辖的一个乡镇级行政单位。2021年1月12日，撤销马依足乡、红峰乡、桃坪乡和木府乡，将原马依足乡、原红峰乡、原木府乡仓房村和原桃坪乡洛解村、务科村、日布村、矿山村6组及原尔觉西乡曲木德村、甲谷村、来来寨村、地史村、依伍村1组、3组、6组所属行政区域划归天地坝镇管辖。

## 行政区划
天地坝镇下辖以下地区：
城南社区、城北社区、老营盘村、新营盘村、黑竹洛村、新寨子村、包谷山村、吉史里口村、天生桥村和新建村。